# Stefanków (Szydłowiec)
Pour les articles homonymes, voir Stefanków.
Stefanków [stɛˈfaŋkuf] est un village polonais de la gmina de Chlewiska, du powiat de Szydłowiec et dans la voïvodie de Mazovie dans le centre-est de la Pologne.
Il est situé à environ 4 kilomètres à l'ouest de Chlewiska, 10 kilomètres à l'ouest de Szydłowiec et à 109 kilomètres au sud de Varsovie.
Le village a une population de 184 habitants en 2008.